# Helgicirrha schulzei
Helgicirrha schulzei är en nässeldjursart som beskrevs av Gustav Hartlaub 1909. Helgicirrha schulzei ingår i släktet Helgicirrha och familjen Eirenidae. Det är osäkert om arten förekommer i Sverige. Inga underarter finns listade i Catalogue of Life.